# Soporte de Tiffany

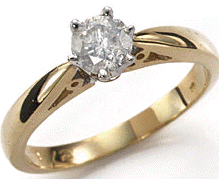
Un soporte de Tiffany de diamante en un anillo de oro.

Un soporte de Tiffany o ajuste de Tiffany es un conjunto de aguijón (llamado garra, corona, o diadema) que sostiene una gema y se adjunta a un anillo de banda simple. Es el lugar más común para un diamante de compromiso. Lleva el nombre de Tiffany & Co., que lo popularizó.
Es barato y fácil de reutilizar.
El soporte de Tiffany también muestra el diamante y su brillo se puede maximizar. La calidad del soporte no se engancha en la ropa, ya que los aguijones estáb firmemente sujetos al diamante y está bien acabado.